# 船灣淡水湖

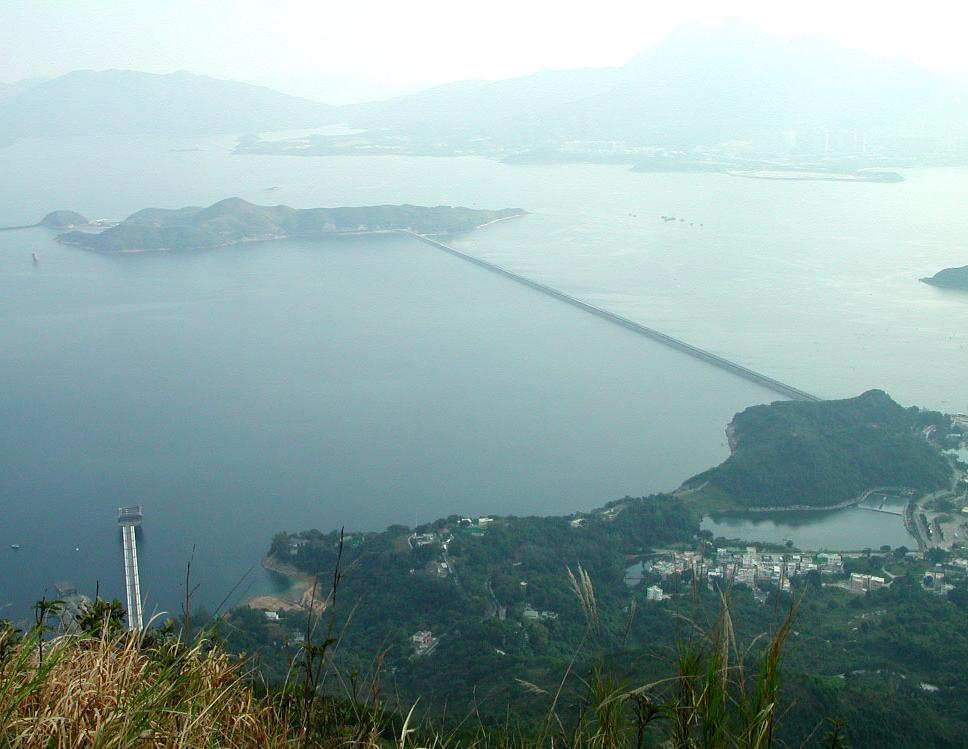
從八仙嶺俯瞰船灣淡水湖（圖中堤壩左方水域）

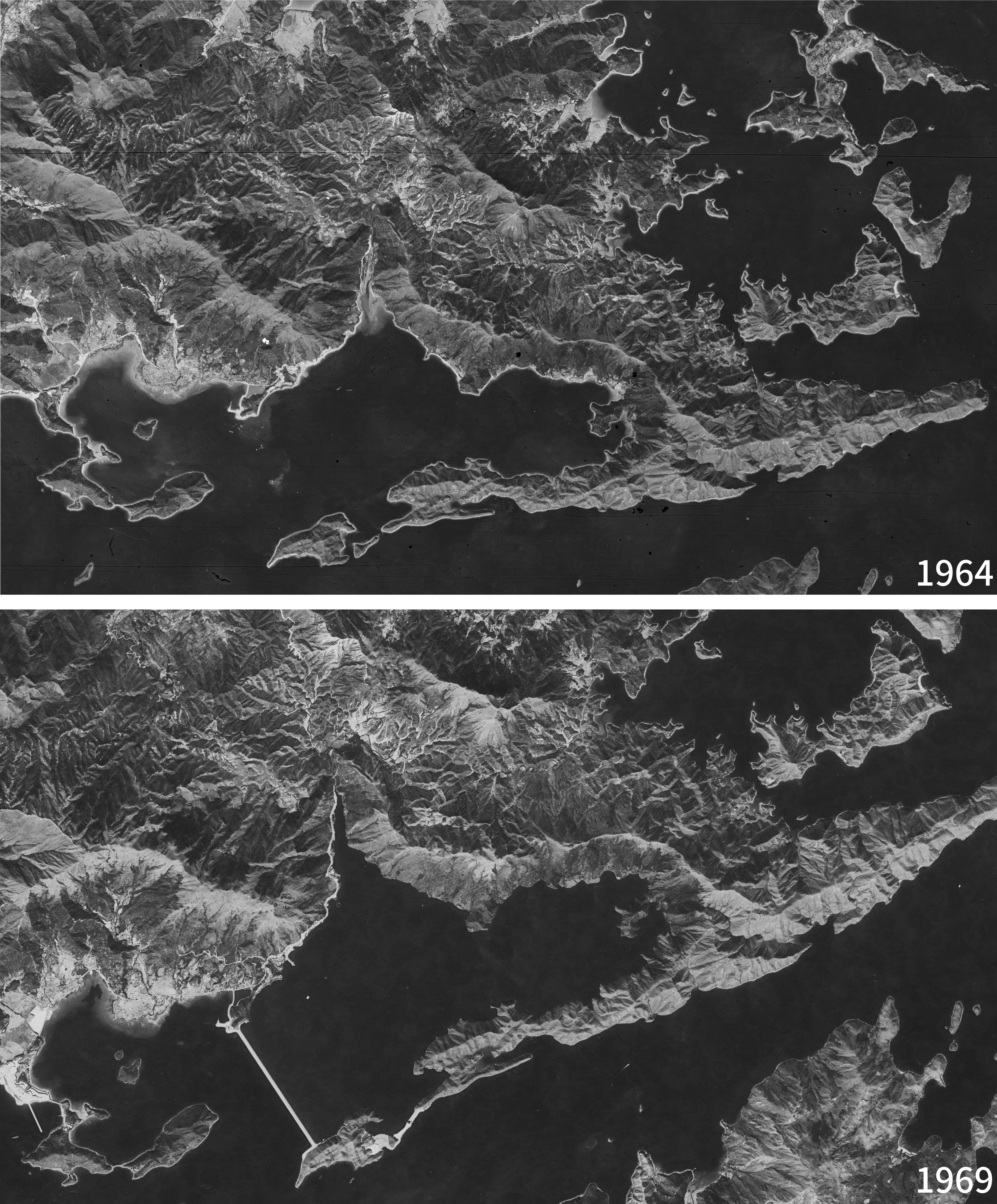
興建船灣淡水湖前後的船灣

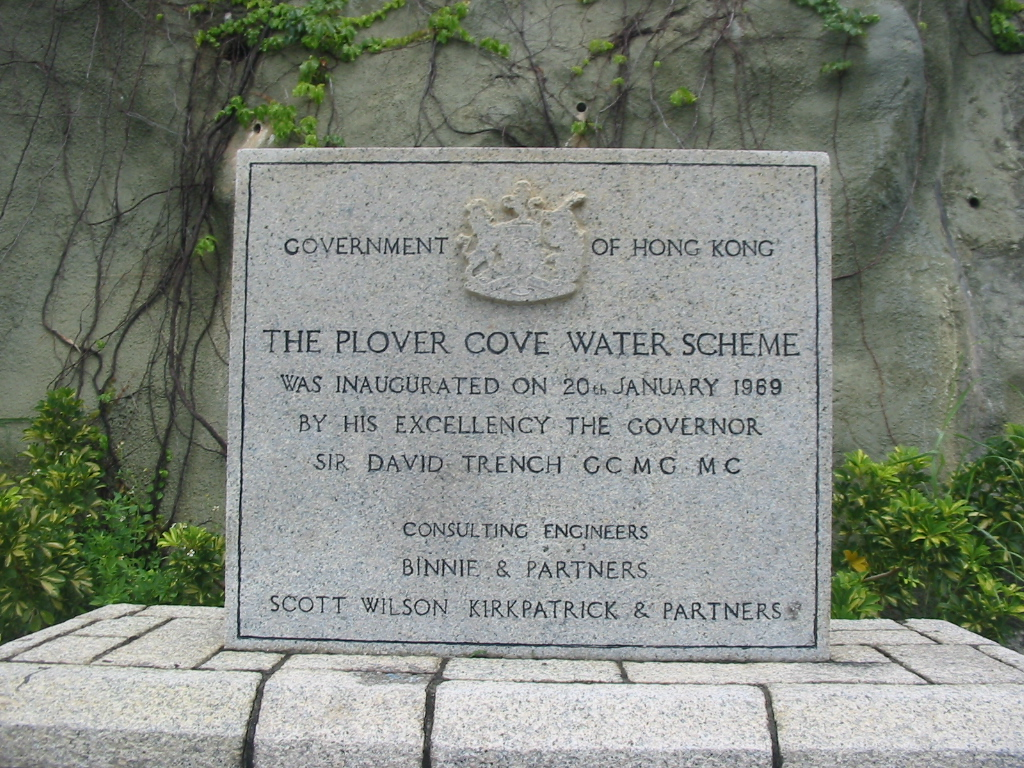
揭幕紀念碑

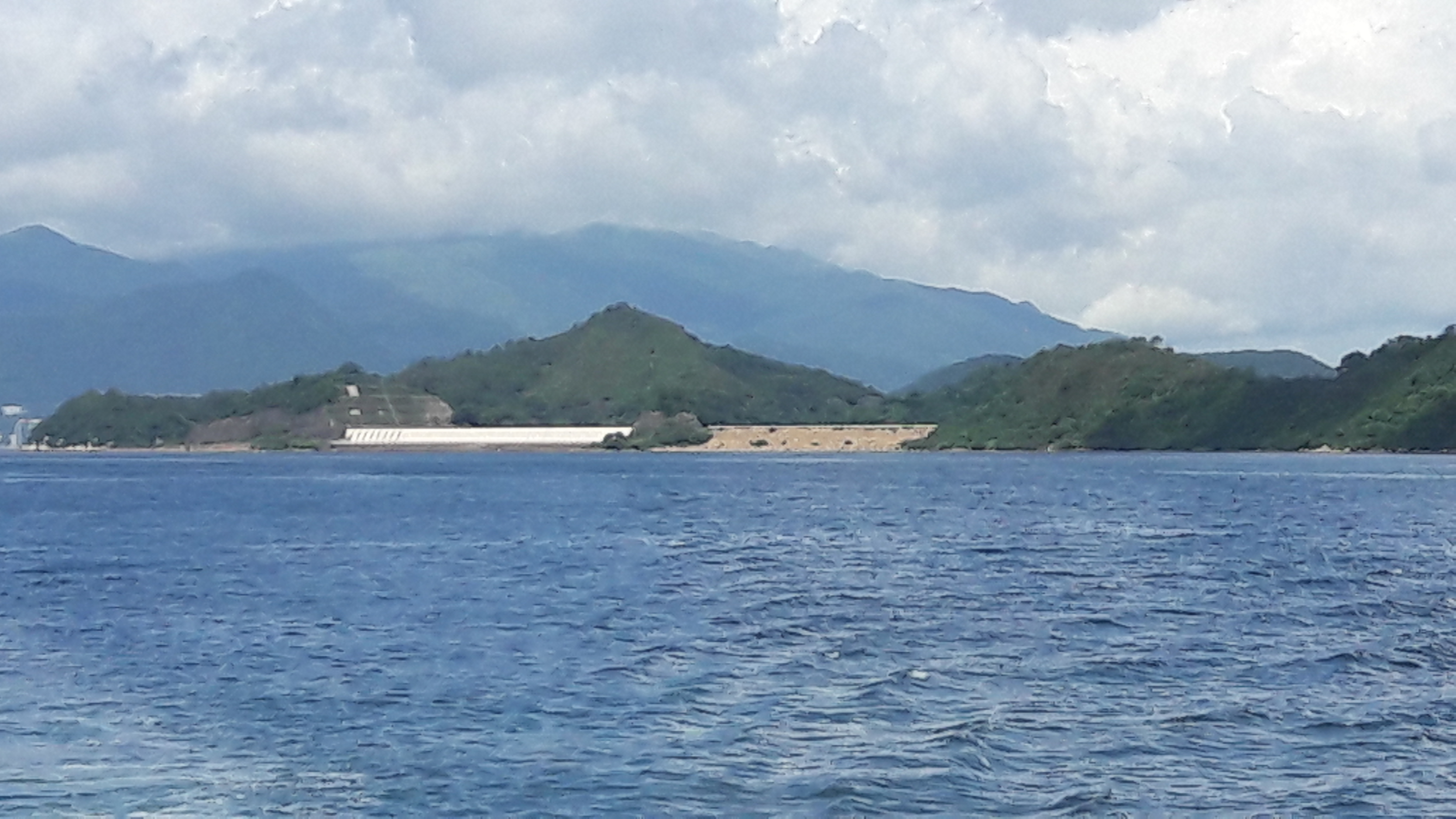
副壩（北副壩在右方，南副壩在左方）

船灣淡水湖（英語：Plover Cove Reservoir）是全球首個在海中興建的水庫，位於香港新界大埔區船灣郊野公園內、毗鄰赤門，是一個儲存飲用水的大型淡水湖，面積約12.15平方公里，為香港面積最大的水塘。當東江水設施有問題需要維修時，有可能暫停供水3至6個月，介時香港的水塘存水量要維持足夠供應港人使用6個月，否則將重大影響香港市民的生存和生活。此外，當發生大規模乾旱或需要應付夏季的用水高峰期時，船灣淡水湖的儲水將會成為重要的水源，供市民所需，現時水塘的水都會免費提供予大埔一帶離島的鄉村使用。因此，船灣淡水湖一带不僅含有聯合國教科文組織世界地質公園具重大自然和文化價值，而且船灣淡水湖的水塘存水也是香港市民生存和生活的重要保障。
根據聯合國教科文組織的資料，船灣淡水湖位於船灣郊野公园範圍内，是香港聯合國教科文組織世界地質公園範圍是内的東北沉積岩園區，具重大自然和文化價值，地質景點也受到法例保護。

## 沿革

### 構思及前期規劃
淡水湖原址是船灣東部，為吐露港北面的海灣。1950年代香港人口急增，用水量大幅增加，但可供興建大型水塘的山谷所剩無幾，然而將海水化淡作為主要水源的技術在當年尚未成熟且成本十分高昂，實有增建大型集水區之必要，當年的「香港水務監督」（相當於現在水務署署長）毛瑾（T.O. Morgan）在工餘時間到船灣遊船河，他發現這個呈月牙形的廣闊海灣，如果能夠在海中修築堤壩將船灣內的島嶼連接起來，把海水分隔開，然後將堤壩圍封範圍內的海水抽走，再引入淡水取代原先的海水，便能利用自然形成的海灣建成一個大面積的水塘。為應對香港供水面臨短缺的困境，身為香港水務首長的毛瑾很快便嘗試實現這個大膽的構思，帶同團隊在船灣進行實地考察，經評估後當局認為在海中建造淡水湖的構思具有發展潛力且技術上可行，於是展開前期工作，規劃輸水管道，同時用圍網阻止海水魚繼續游入海灣，並捕捉在施工範圍內的海水魚及其他海洋生物，再投放回大海，避免施工範圍內的海洋生物因為淡水湖工程而全部死亡。由於船灣淡水湖的最高水位會比原來的海平面高，位於船灣沿岸的六條鄉村（小滘、大滘、金竹排、橫嶺背連橫嶺頭、涌尾及涌背）受到影響，有部分耕地會被淹沒，同時為避免農戶及村落的污水流入淡水湖，為保障水質不受污染，集水區一帶不能有人畜聚居，因此需要進行遷置工程，近千名村民搬遷到當局在大埔墟陸鄉里提供的新式洋樓。白沙頭洲三門仔村的村民希望維持原有鄉村社群，選擇在大埔鹽田仔三門仔新村重新安居立戶。
1960年4月20日，原有的大埔船灣以及西貢白沙灣的兩個淡水湖計劃整合為一。為了推進船灣淡水湖計劃，南約理民府分拆為離島理民府和西貢理民府。

### 興建及發展
船灣淡水湖於1960年11月動工興建。首階段工程耗資4億港元，集水區面積達1,215公頃，儲水量達1.7億立方米，需要在大尾篤和白沙頭之間築起長約2.1公里的主壩，另要在白沙頭與東頭洲，及東頭洲與伯公咀之間修築各長約200米的副壩。由於築壩需要大量砂石，因此在新界東開挖三座山丘（石礦場位於今馬料水香港中文大學、白石香港李寶椿聯合世界書院及舊女婆山石礦場）。為了將淡水湖的存水輸送到濾水廠，亦要耗資9600萬港元建設輸水隧道。
1967年香港遭逢有記錄以來的嚴重旱災，又有香港左派響應中國文化大革命在香港發起六七暴動，當時由中央文化革命小組操控的中共支持造反派發起鬥爭，中國政府強烈反對港英政府鎮壓動亂，雙方關係惡化，香港警察和中國邊防部隊更爆發武裝衝突，文化大革命亦造成中國大陸的地方行政混亂，嚴重影響跨境供水到香港，由於本地缺乏降雨，向中國廣東省購買淡水應付旱情又遭到中國當局拒絕，東江水供應中斷，港府於是逐步加強制水，到7月供水時間縮短至每四天供水四小時，以減慢淡水消耗，鬥委組織卻把食水當作鬥爭的武器，左派工會會所故意將食水水喉接駁到污水渠蓄意虛耗食水，水務局須要採取行動截斷蓄意浪費食水的左派工會水錶，至8月中下旬因颱風「愛莉斯」及「姫蒂」為香港帶來豐裕降雨，在連場大雨下，當年持續大半年的旱情結束，有部分原本幾近乾涸見底的水塘，水位上升至滿溢，港府宣布在8月23日恢復全日供水，廣東省政府則要到10月1日中華人民共和國國慶日才恢復正常供水到香港。船灣淡水湖自1967年5月起陸續有淡水經引水隧道注入，加上降雨，至9月初存水量達到99億加侖。礙於中國大陸在文革時期的混亂局勢，不能過於依賴跨境購買淡水，港府在臨時泵房完工後，便抽調淡水湖的存水以維持全日供水，由於船灣淡水湖原來是海床的湖底仍有鹽分沉積，需要時間讓更多的淡水流入或降雨把鹽分稀釋，如提早在淡水湖抽水使用，即使與其他來源的淡水混和後才輸送，該處的供水仍然會帶有鹹味，時部分市民飲用食水亦有感受到，港府強調含鹽量已經下降至安全及不影響健康的水平，發起六七暴動的香港左派則藉機批評。
船灣淡水湖第一期工程於1968年完工，同年10月5日正式啟用，1969年1月20日由港督戴麟趾揭幕。由於文化大革命在中國仍然持續，為防中國當局再次拒絕出售東江水造成香港供水困難，港府決定繼續投入巨資加強水務建設，以期提升供水的穩定性，除了根據船灣淡水湖的成功經驗在糧船灣推進萬宜水庫計劃，也在1970年再耗資1.5億港元加高船灣淡水湖的水壩，能夠在1978年萬宜水庫落成前率先增加香港水塘的總儲水量。1973年船灣淡水湖水壩加高工程竣工，淡水湖的儲水量由1.7億立方米增加至2.3億立方米。

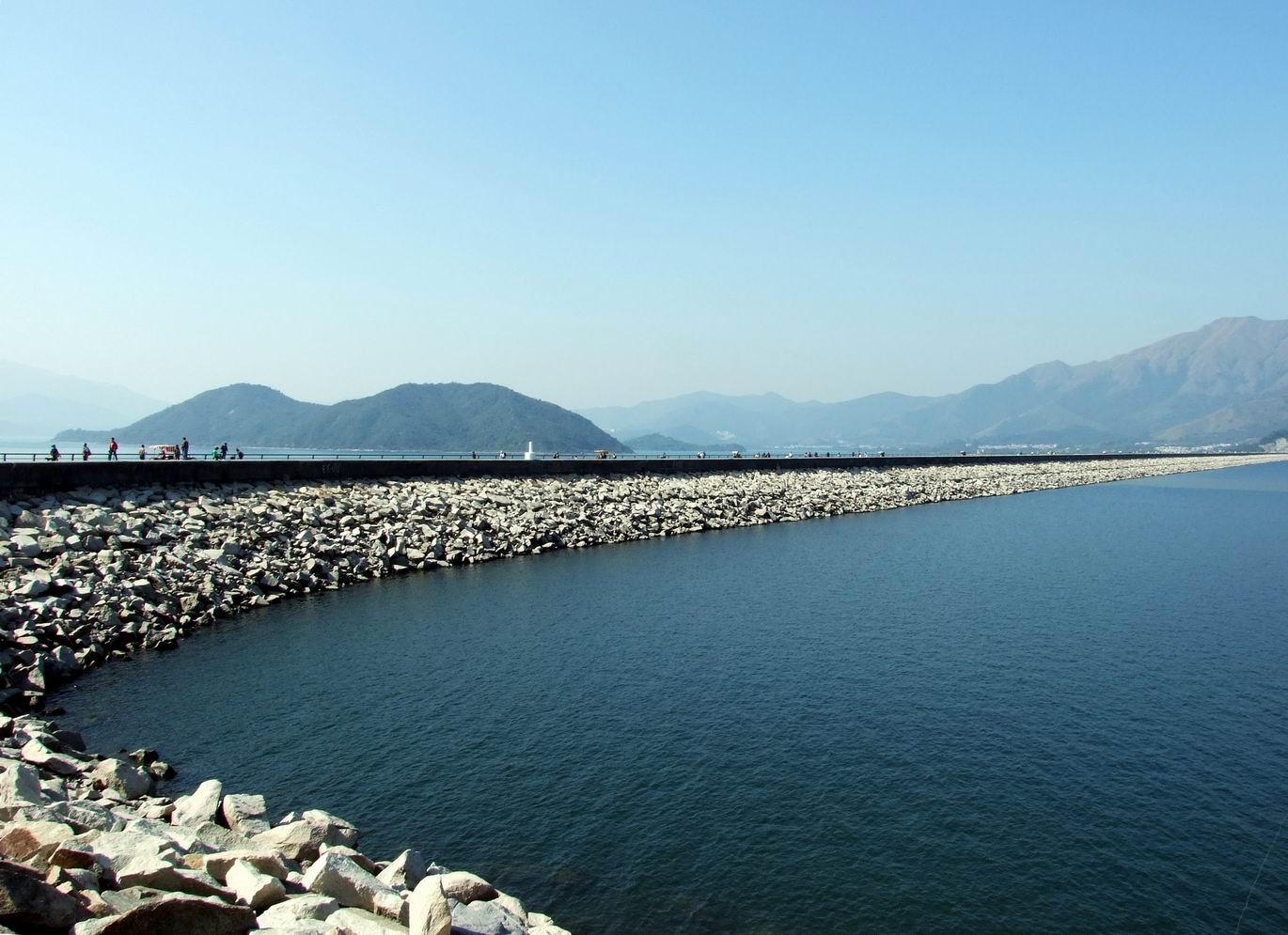
主壩
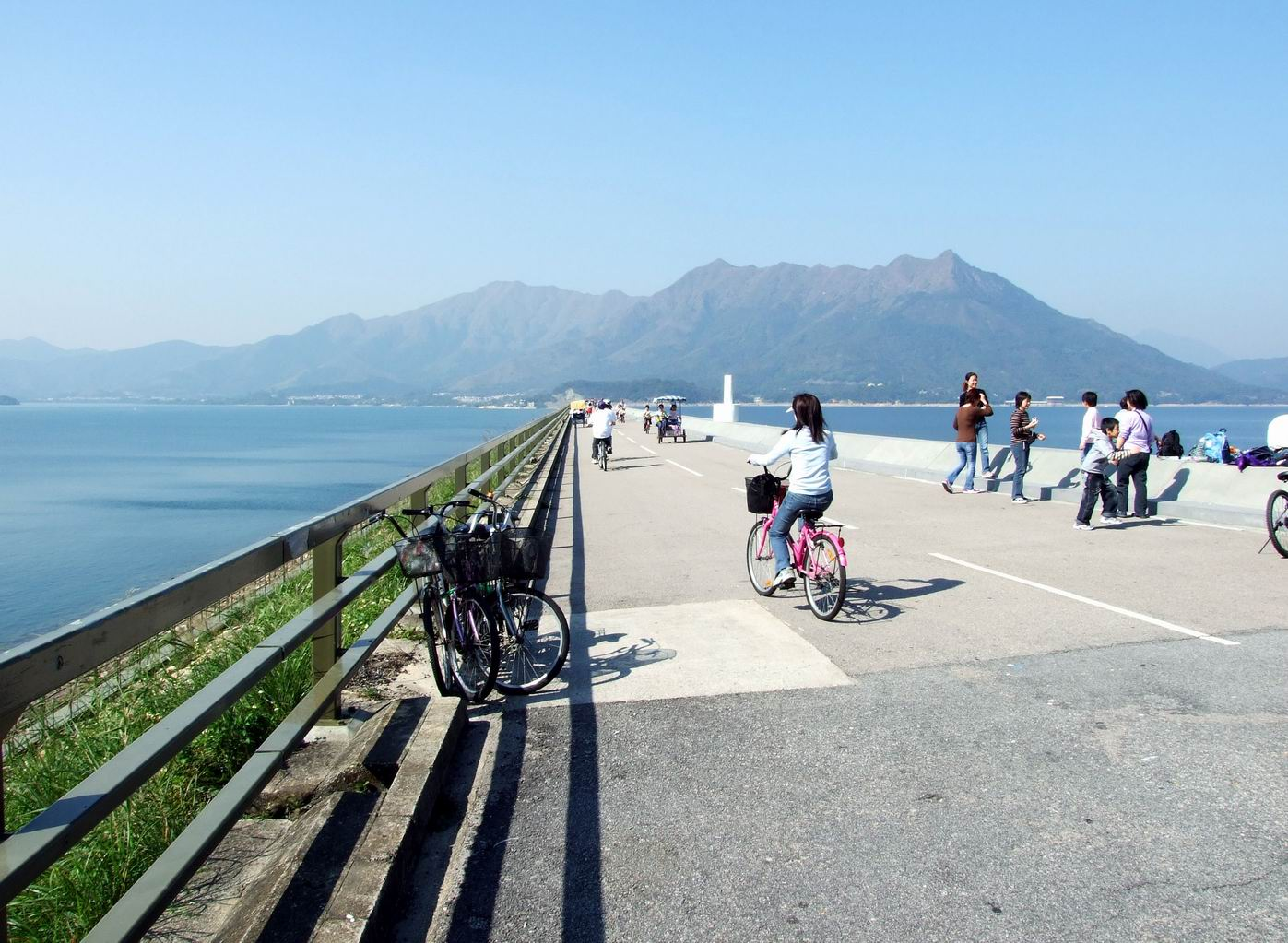
主壩脊道
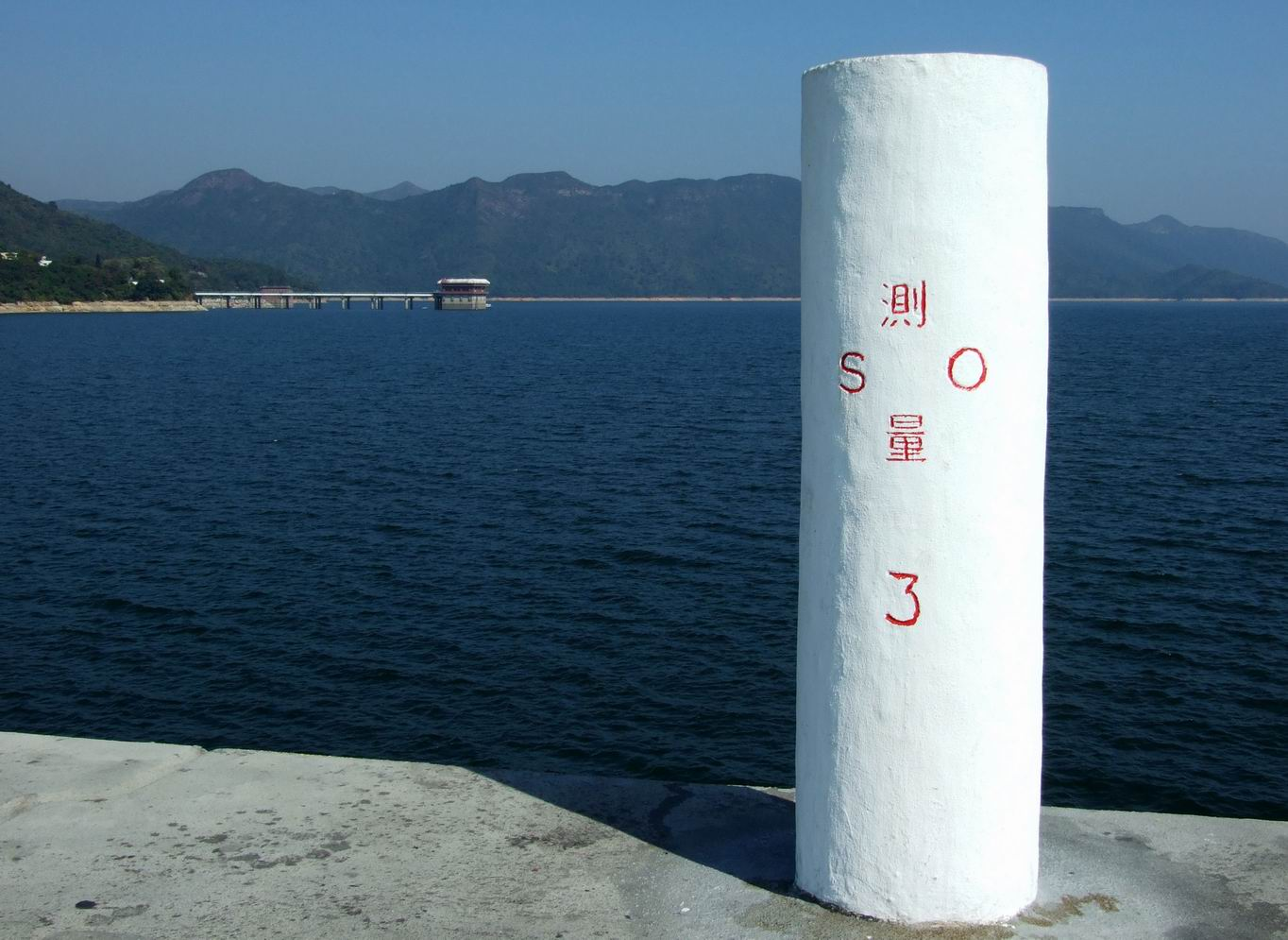
主壩的3號測量柱
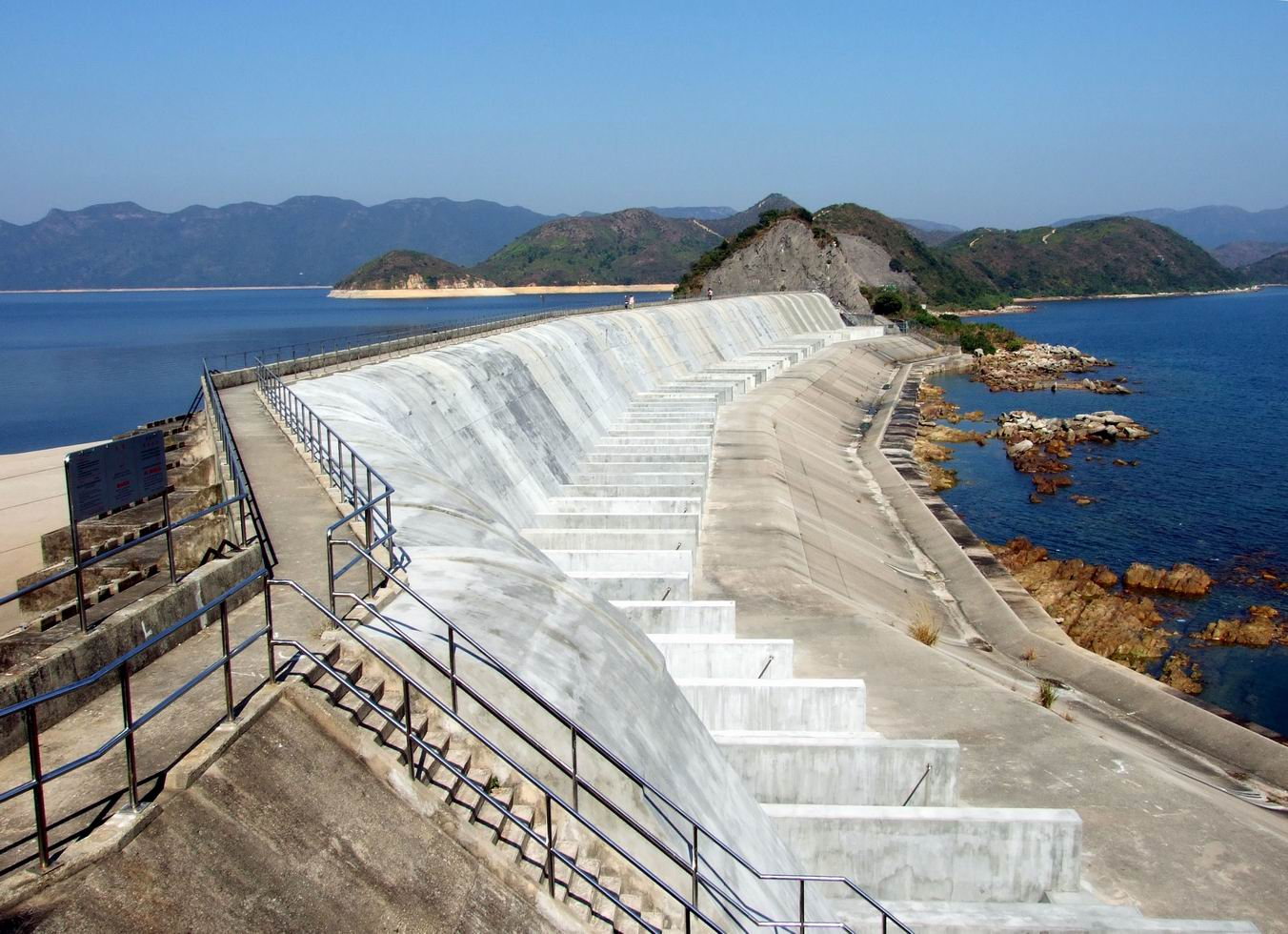
溢水壩

## 配合工程進行的基建
建造船灣淡水湖在1960年代的香港屬於規模龐大的工程，除了淡水湖本身的項目，也需要新建多項輸水、儲水及濾水設施配合淡水湖投入應用，而修築水壩需要大量石材，故當時有多項工程與淡水湖配合動工。
- 兩條輸水隧道

為了收集大埔及沙田區內不同溪澗的原水至淡水湖，加上要將輸出的原水轉運至沙田濾水廠，政府在1967至71年間興建了兩條輸水隧道，連接下城門水塘及淡水湖。當中，在1967年完工的第二階段輸水隧道，是香港首個採用新奧工法進行鑽爆的隧道工程。
- 下城門水塘

淡水湖輸出之原水需輸送到沙田濾水廠潔淨，為有效調節輸水量，故此在接近沙田濾水廠的城門峽修建大型集水區，下城門水塘（連輸水隧道）於1961年動工，1964年完工。
- 沙田濾水廠

為了將淡水湖輸出之原水，連同供港東江水等水源進行過濾，濾水廠於1960年代建成。過濾後食水會經獅子山隧道輸送往九龍、香港島一帶使用，剩餘的會供應予鄰近濾水廠的屋苑及用戶（僅限顯徑邨、隆亨邨一帶）。
- 獅子山隧道南行線

為了將由淡水湖輸出之食水送往市區，並接通九龍及新界交通，獅子山隧道第一期工程（連底層3條食水喉管）於1961年動工建造，1967年完成。而在第二期工程（北行管道，屬萬宜水庫附屬工程）1978年完工後，往九龍食水管增至6條。
- 香港中文大學土地平整工程（第一期）

為了提供沙石建造淡水湖水壩，並配合中文大學校園建設，崇基山（原崇基學院植林區，今大學本部、新亞及聯合書院，以及士林路一帶）於1964年起進行明山爆破工程，由工務局代為監理，至1967年完成。此項土地平整工程是香港最大面積之明山爆破工程，直至安達臣道石礦場兩個採礦區域於1970年代合併為止。（而第二期爆破工程交由中大監理，於1969年完成，構成現今大學地貌。）
- 女婆山石礦場

由於崇基山爆破所得的石塊不敷應用，政府亦於女婆山開設石礦場，以提供更多碎石與混凝土，用作填築水壩及興建週邊供水設施。石礦場後來交予瑞安建業營運，於1995年關閉。

## 藻類控制
因為建造船灣淡水湖時需要將海水抽走，再引入淡水，原有生活在海灣內的鹹水魚會因為無法適應鹹淡水的環境轉變而滅絕，這會導致淡水藻類大量繁殖，影響水質。故此在1970年代起，港英政府為船灣淡水湖引入淡水魚，其中最主要的是會進食水草的鯿魚，可用來控制藻類生長。不過單靠引入魚類並不能完全解決因水質受污染造成的藻類問題，因為藻類大量繁殖的其中一個原因是水質受到有機物污染，即使有魚類以藻類為食，但如果藻類生長得太多太快，將會大量消耗水中的氧氣，魚類也會缺氧而死，所以首要仍是確保水質沒有受到污染及避免污水流入。
船灣淡水湖現時有約12個品種共超過20萬條淡水魚生活，包括金山鯽、藍刀、土鯪魚及鯉魚等，其中四分三為鯿魚。如要在船灣淡水湖釣魚，需要事先申領水塘釣魚牌照，並且需要遵守只能帶備一枝魚竿，不能網捕及禁用鉛墜等規則。

## 現況
虽然現時香港政府跟廣東省人民政府購買的东江水已超過每日香港所需，但是当東江水設施有問題需要維修时，有可能暫停供水3至6個月，香港的水塘存水量要維持足夠供應港人使用6個月，否则将严重影响香港市民的生活。此外，当发生大规模干旱或需要應付夏季的用水高峰期时，船灣淡水湖的儲水将会成为重要的水源，供市民所需，現時水塘的水都會免費提供予大埔一帶離島的鄉村使用。
為慶祝船灣淡水湖啟用40周年，國際水協中國香港地區委員會於2007年選址淡水湖舉辦世界水監測日活動，於10月14日邀請30多間中學到場測試淡水湖水質樣本。

## 建屋議論
2017年7月26日，香港大學科斯產權研究中心發表「增闢新土地的長遠機制與策略報告」，建議政府將600公頃土地的船灣淡水湖填平，用作興建30萬個650平方呎住宅單位，以增加房屋供應，另外600公頃可保留作開放空間及人工湖區。報告發表後，惹來極大爭議，市民都极为反对。天文台前台長林超英批評方案是「惡夢」及「完全脫離現實」，無視香港對水資源的需要。
此外，翻查联合国教科文组织的资料，船湾淡水湖位於船灣郊野公園範圍內，是香港聯合國教科文組織世界地質公園範圍內的東北沉積岩園區，具重大自然和文化價值，地質景點也受到法例保護，不可用來建屋。

## 外部連結
- 水務署：船灣淡水湖
- 香港自然網：船灣淡水湖 （页面存档备份，存于）
- 漁護署：船灣淡水湖郊遊徑
- 船灣淡水湖的位置 （页面存档备份，存于）－利用中原地圖
- 船灣淡水湖的位置－利用Google Maps
- 世界水監測日 （页面存档备份，存于）
- 國際水協中國香港地區委員會
- 船灣
- 回憶160 - 水務署

## 遠足資料
- . 山上行 www.walkonhill.com. 2012年3月29日  [2012-10-03]. （原始内容存档于2021-03-10）.